# ヴィルヘルム・グスタフ・フォン・アンハルト＝デッサウ
ヴィルヘルム・グスタフ・フォン・アンハルト＝デッサウ（Wilhelm Gustav von Anhalt-Dessau, 1699年6月20日 - 1737年12月16日）は、プロイセン王国の軍人でアンハルト＝デッサウ侯領の世子。アンハルト＝デッサウ侯レオポルト1世と妃アンナ・ルイーゼ・フェーゼの長男。レオポルト2世とディートリヒの兄。
1706年から軍務に携わり、1713年にプロイセンの連隊長に就任、1719年にオスマン帝国の戦争に参戦、1734年のポーランド継承戦争で父やプリンツ・オイゲンと共にフランスと戦った。
しかし、1737年に父に先立って死去。弟のレオポルトが父の後継者となり、1747年の父の死後にアンハルト侯レオポルト2世となった。子供達は貴賤結婚で生まれたためアンハルト＝デッサウ侯領の相続権はなかったが、1749年にレオポルト2世に年金を与えられ、同時に「フォン・アンハルト」の名乗りも許され、アンハルト伯家が創設された。

## 子女
1726年、平民のヨハンナ・ゾフィー・ヘッレ（1706年 - 1795年）と貴賤結婚、9人の子を儲けた。
1. ヴィルヘルム（1727年 - 1760年）
2. レオポルト・ルートヴィヒ（1729年 - 1795年）
3. グスタフ（1730年 - 1757年）
4. ヨハンナ・ゾフィー（1731年 - 1786年）
5. フリードリヒ（1732年 - 1794年）
6. ヴィルヘルミーネ（1734年 - 1781年）
7. アルブレヒト（1735年 - 1802年）
8. ハインリヒ（1736年 - 1758年）
9. レオポルディーネ・アンネ（1738年 - 1808年）

また、ヘンリエッテ・マリアンネ・シャルディウスとの間に2人の庶子を儲けた。
1. カール・フィリップ（1732年 - 1806年）
2. ハインリヒ・ヴィルヘルム（1734年 - 1801年）